# Alfonsino d'Este

Stemma Este

Alfonsino d'Este (11 novembre 1560 – Ferrara, 4 settembre 1578) è stato un nobile italiano.

## Biografia

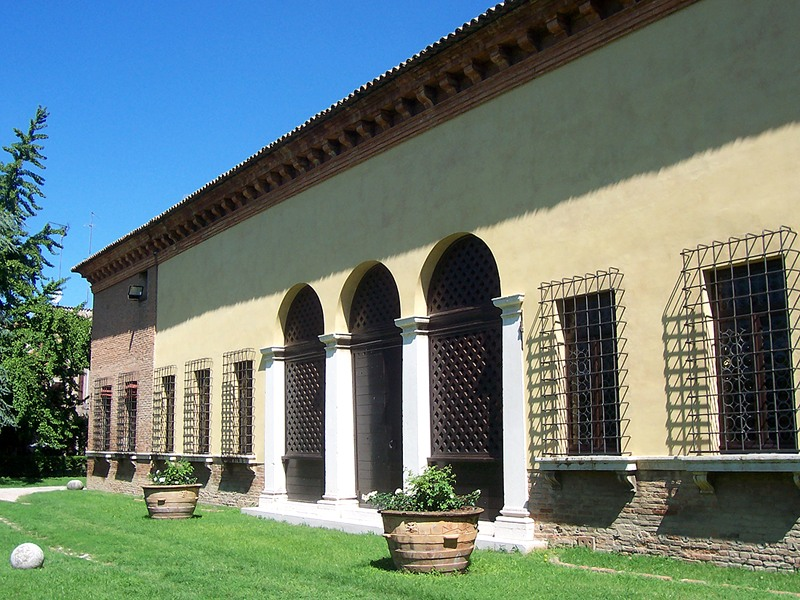
Ferrara, Palazzina di Marfisa d'Este.

Era il figlio primogenito di Alfonso d'Este, marchese di Montecchio, del ramo collaterale degli Este di Montecchio e di Giulia Della Rovere.
Di precarie condizioni fisiche, il 5 maggio 1578, sposò la cugina Marfisa d'Este (figlia illegittima di Francesco d'Este), che, in base alle disposizioni testamentarie del padre morto nel febbraio 1578, sarebbe entrata in possesso del denaro dell'eredità solo se avesse sposato un membro di casa Este. Il matrimonio fu celebrato dall'amico Torquato Tasso con la canzone "Già il notturno sereno" (Rime, libro II, dall'ottobre 1565 all'11 marzo 1579).

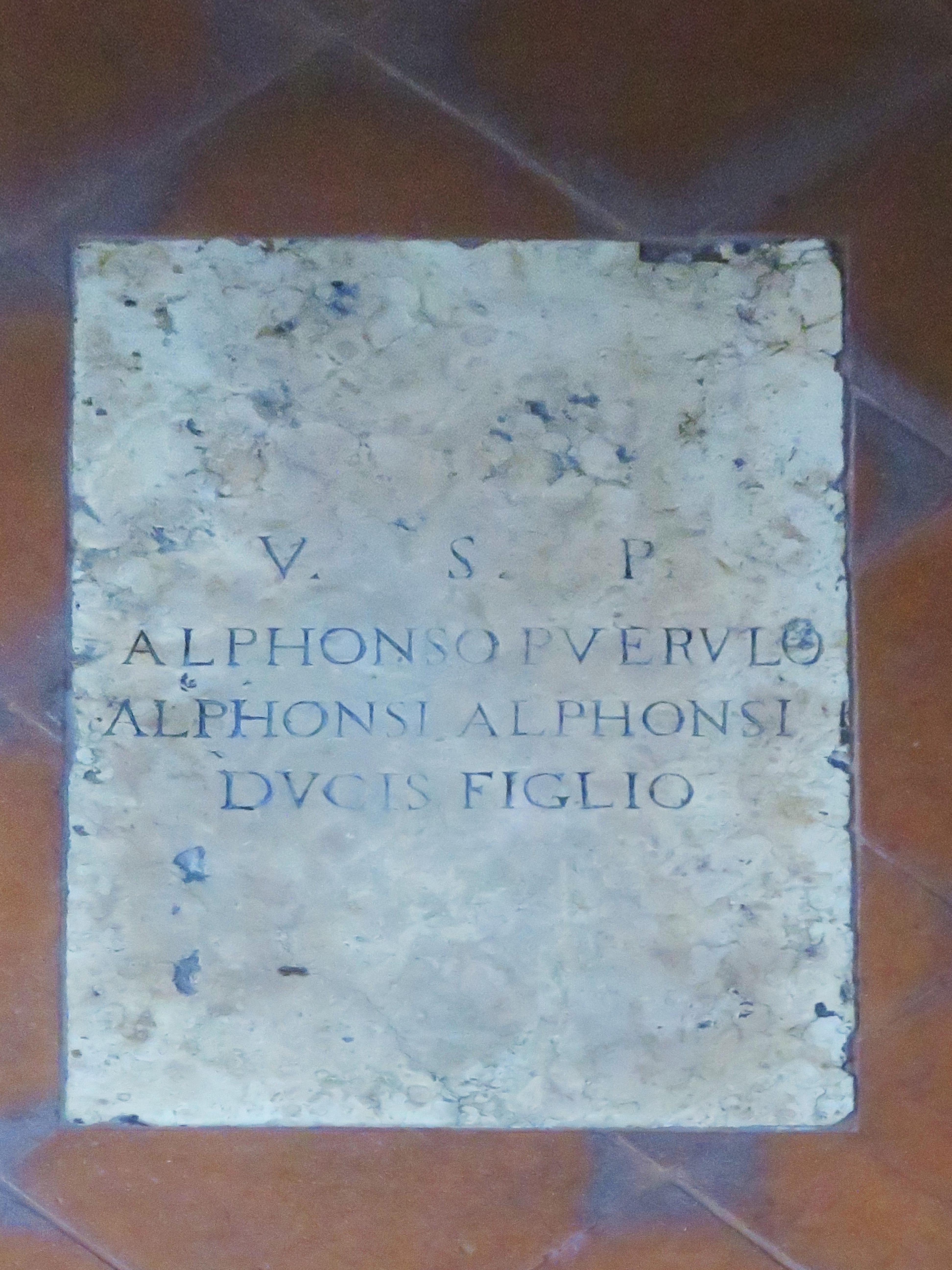
Monastero del Corpus Domini (Ferrara): tomba di Alfonsino d'Este.

Alfonsino, di cinque anni più giovane della moglie, morì poco dopo, il 4 settembre 1578. Marfisa, amante dei divertimenti nonostante il lutto, continuò a partecipare alle feste di corte. Il 30 gennaio 1580 si risposò con Alderano Cybo-Malaspina, principe ereditario di Massa e Carrara.

## Ascendenza
|                                |                       |                           | Genitori                |  |  | Nonni |  |  | Bisnonni        |  |  | Trisnonni          |  |
|                                |                       |                           |                         |  |  |       |  |  | Ercole I d'Este |  |  | Niccolò III d'Este |  |
|                                |                       |                           |                         |  |  |       |  |  | Ercole I d'Este |  |  | Niccolò III d'Este |  |
|                                |                       | Ricciarda di Saluzzo      |                         |  |  |       |  |  | Ercole I d'Este |  |  |                    |  |
| Alfonso I d'Este               |                       |                           |                         |  |  |       |  |  | Ercole I d'Este |  |  |                    |  |
|                                |                       | Eleonora d'Aragona        | Ferdinando I di Napoli  |  |  |       |  |  |                 |  |  |                    |  |
|                                |                       | Eleonora d'Aragona        | Ferdinando I di Napoli  |  |  |       |  |  |                 |  |  |                    |  |
|                                |                       | Eleonora d'Aragona        | Isabella di Clermont    |  |  |       |  |  |                 |  |  |                    |  |
| Alfonso d'Este                 |                       | Eleonora d'Aragona        |                         |  |  |       |  |  |                 |  |  |                    |  |
|                                |                       | Francesco Boccacci Dianti | …                       |  |  |       |  |  |                 |  |  |                    |  |
|                                |                       | Francesco Boccacci Dianti | …                       |  |  |       |  |  |                 |  |  |                    |  |
|                                |                       | Francesco Boccacci Dianti | …                       |  |  |       |  |  |                 |  |  |                    |  |
| Laura Dianti                   |                       | Francesco Boccacci Dianti |                         |  |  |       |  |  |                 |  |  |                    |  |
|                                |                       | …                         | …                       |  |  |       |  |  |                 |  |  |                    |  |
|                                |                       | …                         | …                       |  |  |       |  |  |                 |  |  |                    |  |
|                                |                       | …                         | …                       |  |  |       |  |  |                 |  |  |                    |  |
| Alfonsino d'Este               |                       | …                         |                         |  |  |       |  |  |                 |  |  |                    |  |
|                                | Giovanni Della Rovere | Raffaele Della Rovere     |                         |  |  |       |  |  |                 |  |  |                    |  |
|                                | Giovanni Della Rovere | Raffaele Della Rovere     |                         |  |  |       |  |  |                 |  |  |                    |  |
|                                | Giovanni Della Rovere | Teodora Manirolo          |                         |  |  |       |  |  |                 |  |  |                    |  |
| Francesco Maria I Della Rovere | Giovanni Della Rovere |                           |                         |  |  |       |  |  |                 |  |  |                    |  |
|                                |                       | Giovanna da Montefeltro   | Federico da Montefeltro |  |  |       |  |  |                 |  |  |                    |  |
|                                |                       | Giovanna da Montefeltro   | Federico da Montefeltro |  |  |       |  |  |                 |  |  |                    |  |
|                                |                       | Giovanna da Montefeltro   | Battista Sforza         |  |  |       |  |  |                 |  |  |                    |  |
| Giulia Della Rovere            |                       | Giovanna da Montefeltro   |                         |  |  |       |  |  |                 |  |  |                    |  |
|                                |                       | Francesco II Gonzaga      | Federico I Gonzaga      |  |  |       |  |  |                 |  |  |                    |  |
|                                |                       | Francesco II Gonzaga      | Federico I Gonzaga      |  |  |       |  |  |                 |  |  |                    |  |
|                                |                       | Francesco II Gonzaga      | Margherita di Baviera   |  |  |       |  |  |                 |  |  |                    |  |
| Eleonora Gonzaga Della Rovere  |                       | Francesco II Gonzaga      |                         |  |  |       |  |  |                 |  |  |                    |  |
|                                |                       | Isabella d'Este           | Ercole I d'Este         |  |  |       |  |  |                 |  |  |                    |  |
|                                |                       | Isabella d'Este           | Ercole I d'Este         |  |  |       |  |  |                 |  |  |                    |  |
|                                |                       | Isabella d'Este           | Eleonora d'Aragona      |  |  |       |  |  |                 |  |  |                    |  |
|                                |                       | Isabella d'Este           |                         |  |  |       |  |  |                 |  |  |                    |  |